# Cantonul Montagne Basque
Cantonul Montagne Basque este un canton francez din departamentul Pyrénées-Atlantiques.

## Istorie
Un nou decupaj teritorial al departamentului Pyrénées-Atlantiques a intrat în vigoare în 2015. Acesta a fost definit prin decretul din 25 februarie 2014, în aplicarea legilor din 17 mai 2013 (legea organică 2013-402 și legea 2013-403).
Cantonul Montagne Basque este format din comunele fostelor cantoane Saint-Jean-Pied-de-Port (19 comune), Mauléon-Licharre (19 comune), Tardets-Sorholus (16 comune), Saint-Étienne-de-Baïgorry (11 comune) și Navarrenx (1 comună). Prin această redistribuire administrativă, teritoriul cantonului depășește limitele arondismentelor, cu 30 de comune incluse în arondismentul Bayonne și 36 în arondismentul Oloron-Sainte-Marie. Centrul cantonal se află în Mauléon-Licharre.

## Compoziție
- Mauléon-Licharre (reședință)
- Ahaxe-Alciette-Bascassan
- Aincille
- Ainharp
- Ainhice-Mongelos
- Alçay-Alçabéhéty-Sunharette
- Aldudes
- Alos-Sibas-Abense
- Anhaux
- Arnéguy
- Arrast-Larrebieu
- Ascarat
- Aussurucq
- Banca
- Barcus
- Béhorléguy
- Berrogain-Laruns
- Bidarray
- Bussunarits-Sarrasquette
- Bustince-Iriberry
- Camou-Cihigue
- Çaro
- Charritte-de-Bas
- Chéraute
- Espès-Undurein
- Estérençuby
- Etchebar
- Gamarthe
- Garindein
- Gotein-Libarrenx
- Haux, Pyrénées-Atlantiques
- L'Hôpital-Saint-Blaise
- Idaux-Mendy
- Irouléguy
- Ispoure
- Jaxu
- Lacarre
- Lacarry-Arhan-Charritte-de-Haut
- Laguinge-Restoue
- Larrau
- Lasse
- Lecumberry
- Lichans-Sunhar
- Lichos
- Licq-Athérey
- Menditte
- Mendive
- Moncayolle-Larrory-Mendibieu
- Montory
- Musculdy
- Ordiarp
- Ossas-Suhare
- Ossès
- Roquiague
- Saint-Étienne-de-Baïgorry
- Saint-Jean-le-Vieux
- Saint-Jean-Pied-de-Port
- Saint-Martin-d'Arrossa
- Saint-Michel
- Sainte-Engrâce
- Sauguis-Saint-Étienne
- Tardets-Sorholus
- Trois-Villes
- Uhart-Cize
- Urepel
- Viodos-Abense-de-Bas

## Date demografice
În 2021, cantonul avea 25.144 locuitori, înregistrând o scădere cu −1,16% față de 2015 (Pyrénées-Atlantiques: +3,43%, Franța fără Mayotte: +5,44%).